# Uvs Lacus
Uvs Lacus est un lac de Titan, satellite naturel de Saturne.

## Caractéristiques
Son diamètre est de 26,9 km.
Le nom de ce lac a été donné en référence au lac Uvs, un lac de Mongolie.